# Jogo de combinação
Os jogos de combinação são jogos que exigem que os jogadores combinem elementos semelhantes. Os participantes precisam encontrar uma correspondência para uma palavra, imagem, peça ou cartão. Por exemplo, os alunos colocam 30 cartões de palavras, compostos por 15 pares, virados para baixo em ordem aleatória. Cada pessoa vira duas cartas por vez, com o objetivo de virar um par igual, usando sua memória.

## Exemplos
Os tipos de jogos de combinação que podem envolver correspondência incluem:
- Dominós
- Jogos de tabuleiro como mahjong paciência
- Jogos de cartas como memória ou mexe-mexe
- Jogos de combinar peças

## Tipos de combinações
A maioria dos jogos de correspondência são objetivos, com respostas corretas nas regras sobre o que conta como uma combinação, par, etc. Alguns, no entanto, como Dixit ou Apples to Apples, são sobre combinações subjetivas escolhidas por um ou mais jogadores juízes. Aqui, a correlação entre uma partida só tem valor quando outros jogadores decidem, mas as regras determinam quem tomará essas decisões e quando.

## Jogos de cartas de combinação
Nos jogos de cartas do tipo grupo de correspondência, os jogadores jogam as cartas em turnos em uma pilha de descarte ou tabuleiro, de acordo com certas regras. Um jogador que não consiga jogar uma carta de acordo com as regras geralmente é penalizado tendo que comprar uma ou mais cartas extras, com o objetivo geralmente de descartar todas as suas cartas. Existem três subgrupos principais de jogos de cartas correspondentes:
- Grupo de paradas: as cartas são jogadas em sequência crescente, geralmente por naipe
- Oito maluco: as cartas são jogadas em uma única pilha, combinando com a carta anterior em naipe ou valor.
- Dominó de baralho: as cartas são adicionadas a um tabuleiro ou layout ou movidas ao redor dele de acordo com as regras.